# 10501 Ardmacha
10501 Ardmacha eller 1987 OT är en asteroid i huvudbältet som upptäcktes 19 juli 1987 av den amerikanske astronomen Eleanor F. Helin vid Palomar-observatoriet. Den är uppkallad efter den nordirländska staden Armagh.
Asteroiden har en diameter på ungefär 6 kilometer.